# 周克勤 (動畫導演)
周克勤（1942年—），上海人，中國動畫師、導演。長期在上海美術電影製片廠工作，遂步晉升至廠長。

## 導演作品
- 《長在屋裏的竹筍》（1976）
- 《熊貓百貨商店》（1979）
- 《猴子撈月》（1981）
- 《小熊貓學木匠》（1982）
- 《水鹿》（1985）
- 《葫蘆兄弟》（1986）[3]